# Castell dels Angles
El Castell dels Angles és una antiga fortificació medieval, actualment només conservada en part, de la comuna dels Angles, a la comarca del Capcir, de la Catalunya del Nord.

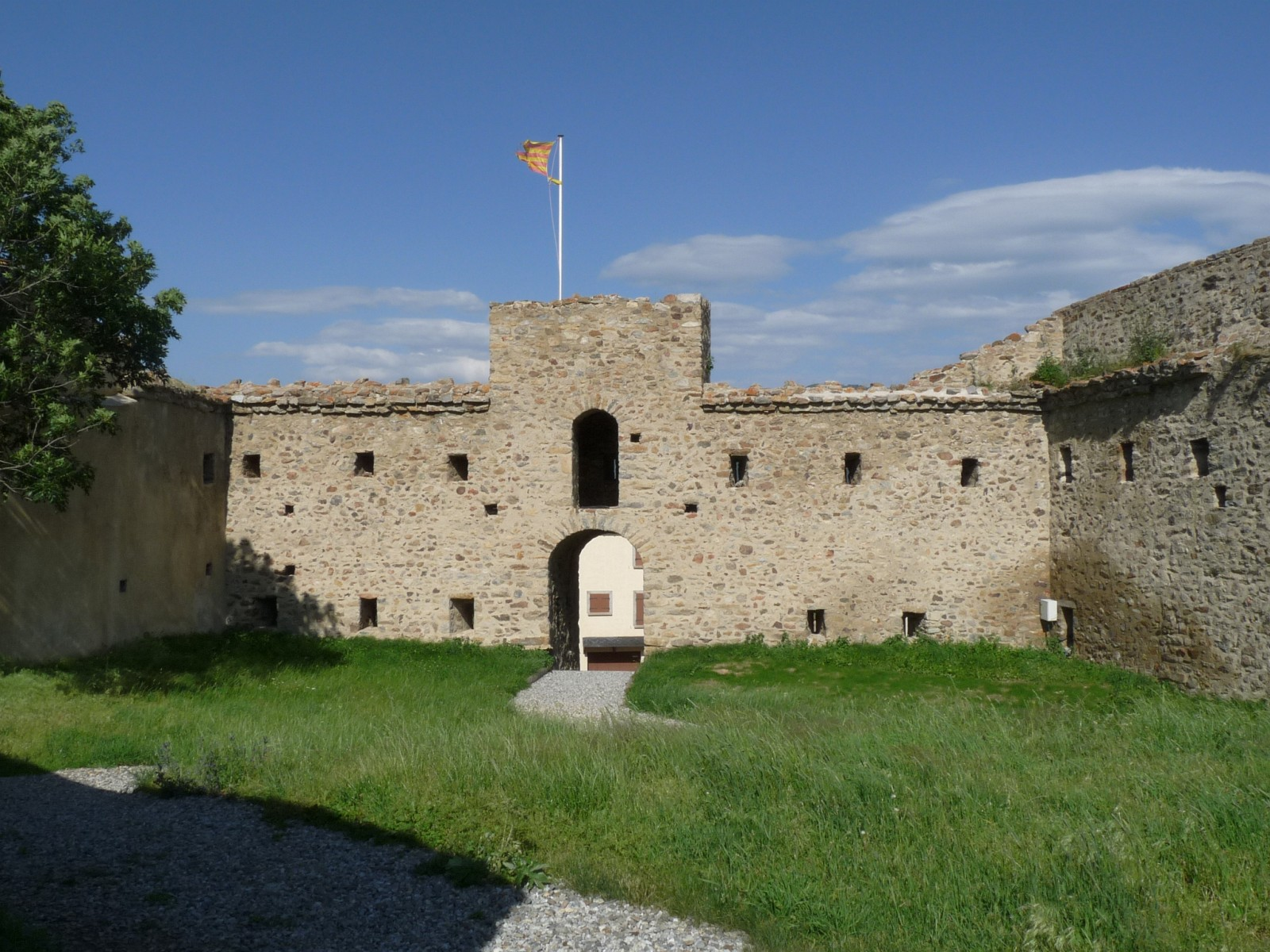
Pati del castell

Les seves restes estan situades al capdamunt del turó on es troba la població vella dels Angles, al costat sud-oriental de l'església parroquial de Sant Miquel dels Angles.

## Història
El lloc és mencionat, per primer cop, sota els noms de sanctus Salvador de Angulis el 908, i després alodium de Angulas el 965. El 965, Sunifred, comte de Cerdanya, cedí el territori dels Angles a l'abadia de Sant Miquel de Cuixà, juntament amb el de Matamala. Aquest domini es perllongà en el temps fins a la Revolució Francesa i la fi de l'Antic Règim.
L'any 1181 l'abat de Cuixà fou autoritzat pel rei Alfons I el Cast a construir muralles en els seus territoris i, tot i que no hi ha cap document que ho demostri, degué ser el moment en què es bastí aquest castell. Tanmateix, no és fins al 1268 que s'esmenta el castro de Podio Angulorum.

## Descripció

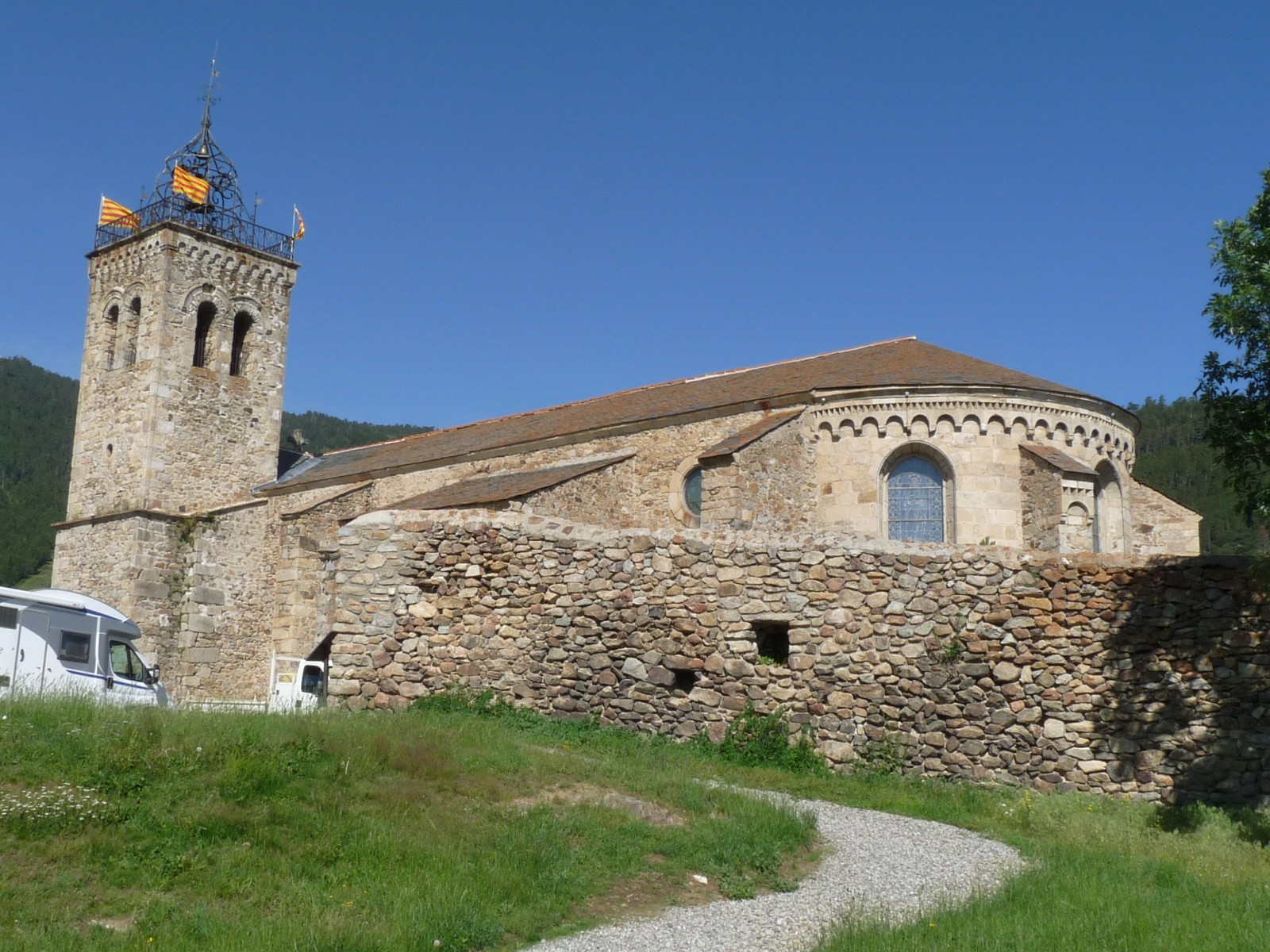
Mur nord del castell i església de Sant Miquel

Molt probablement el castell era de planta quadrangular, del qual es conserva avui dia aproximadament la meitat oriental. La façana principal, que fa 18,5 m de llargària, té una torre portal al bell mig, el qual, amb una alçada de 10 m, sobresurt per damunt de la resta de muralles. Aquesta torre portal també sobresurt uns 3 m en horitzontal de la cortina de muralla on és situat. La porta fa 2,2 m d'amplada per 4,5 d'alçada, i és coronada per un arc de punt rodó format per 13 dovelles, amb clau de volta.
En el mateix mur de llevant, on és la porta, es conserven diverses espitlleres, com també en el mur nord. Per la disposició i la qualitat dels elements constructius que formen aquest castell, es pot data a la segona meitat del segle xiii.